# Angostylis
Angostylis, maleni biljni rod iz porodice mlječikovki, dio reda malpigijolike. Pripadaju mu dvije vrste drveća i grmova raširenih po tropskoj Americi, jedna je brazilski a druga surinamski endem
Rod je opisan u Hooker's Journal of Botany and Kew Garden Miscellany 6: 328. 1854.

## Vrste
1. Angostylis longifolia Benth.; Amazonas (Brazil)
2. Angostylis tabulamontana Croizat; Surinam